# 萬巒佳和宮
22°34′39″N 120°35′48″E / 22.5775871°N 120.5967254°E
佳佐庄佳和宮，創建於1789年（清乾隆五十四年），為一座位於臺灣屏東縣萬巒鄉佳佐庄的王爺廟，早年該廟曾經以三山國王為主祀神祇，後來改以李府千歲為主祀、副祀三山國王。為當地民眾的重要信仰中心之一。

## 沿革
1789年（清乾隆五十四年），佳和宮創建，當時廟址位於現址的前窪地，宮舍較為簡陋。:163-164
1823年（清道光三年），洪水氾濫，在地仕紳感念神威顯赫，因此合議重建，經過占卜問宗，選擇於現今廟址重建佳和宮。:163-164
1826年（清道光六年），佳和宮完成重建，香火絡繹不絕。:163-164
1860年（清咸豐十年），進行擴建工程，並於1864年（清同治三年）完工，其香火鼎盛，規模壯觀。:163-164
1911年（日明治四十四年），洪水再次氾濫，佳和宮的前殿遭到淹沒。:163-164
1912年（日大正元年），信眾們有感於水災的困擾，因此合力集資修建堤岸，佳佐當地的善信們也協助廟宇的重建工作。:163-164
1917年（日大正六年），完成重建並舉行建醮大典。:163-164
二戰期間，歷經盟軍空軍數次轟炸，該宮皆無損傷，戰後香火依然鼎盛不衰。
1964年（民國五十三年），廟宇主體已年久失修，梁柱均顯現斑駁老舊，牆壁屋瓦不斷剝蝕，當地善信們再度集資進行重建工程。:163-164
1976年（民國六十五年），佳和宮新廟完工，並舉行三朝祈孜清醮大典。:163-164

## 信仰
佳和宮於萬巒佳佐地區有著「地方大廟」的領導地位，根據當地耆老描述，該宮曾主祀三山國王，副祀李府千歲，戰後才改為以李府千歲為主神，副祀觀音菩薩、三山國王、五府千歲、註生娘娘以及福德正神。佳和宮香火鼎盛，曾有萬巒三溝水住民前來朝香膜拜，宮內牆上亦留有四溝水善信所贈送的牌匾。現今佳佐地區民眾的信仰，已從過去佳興宮（今已廢除，三山國王改奉於佳和宮內）信仰，逐漸變為主神為李府千歲、副主神為三山國王的佳和宮。:160-161:130:150
萬巒佳佐地區早年開墾時，各家族人分布於各地，因各地「角頭」信仰神祇不同，各自形成信仰圈，有以三山國王為信仰的村落，如：田頭新莊、佳興路的皮仔寮、老藤林、新置，有以神農大帝為信仰的村落，如：中佳佐、園頂、新厝、加匏朗、新置等，而這些村落皆以佳和宮為共同信仰中心，一旦佳和宮辦理繞境活動，各角頭廟皆需親臨其範圍，以護佑地方安寧。

### 祭典
- 農曆一月十五日（元宵節）：擲丁龜、拜新丁、猜燈謎、摸彩，遶境（三年一科）。
- 農曆二月二十五日（三山國王聖誕）：至九如進香、祝壽。
- 農曆九月十九日（觀音菩薩出家紀念日）：至大岡山進香。
- 農曆十月二十三日（李府千歲聖誕）：前二、三日至東港東隆宮、屏東柳仔林進香、舉行平安福宴（非固定）。[1]

## 外部連結
- 萬巒佳和宮的Facebook專頁